# Catherine Bérubé

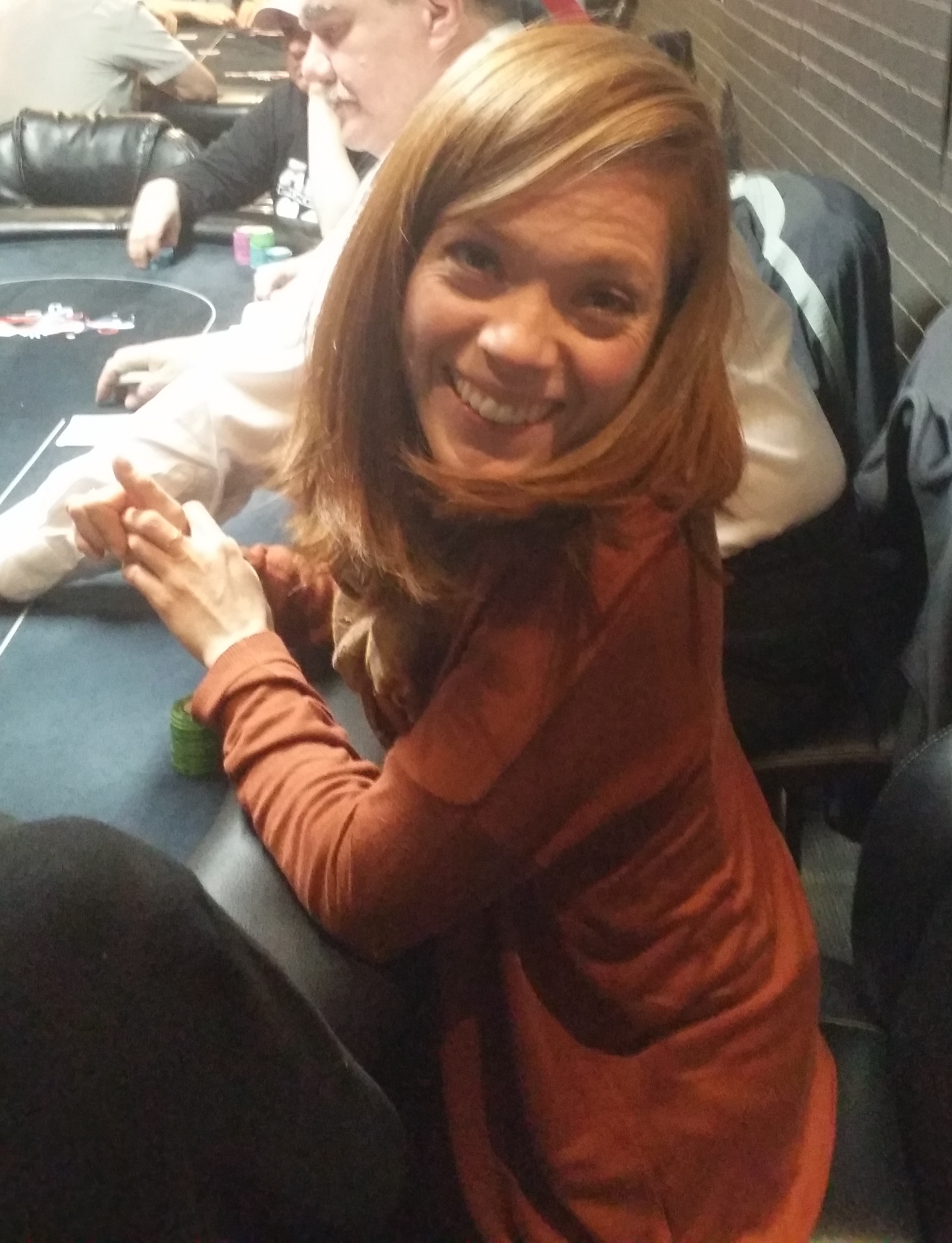
Catherine Bérubé

Catherine Bérubé (* 1983 in Chambly) ist eine kanadische Theater- und Filmschauspielerin.

## Leben
Catherine Bérubé wurde am Dawson College in Montreal zur Schauspielerin zweisprachig ausgebildet. Mit ihrem Abschluss 2004 wurde sie als Theater- und Filmschauspielerin tätig. Ab 2011 spielte sie Polizistin Audrey Pouliot in der französischsprachigen Version der Krimi-Serie 19-2. 2014 spielte und sprach sie Élise de La Serre im Computerspiel Assassin’s Creed Unity. Es folgten Ensemblerollen in Serien wie Les Jeunes Loups (2014/2015), Les Newbies (2019/2020) und Alertes (2021).

## Filmografie (Auswahl)
- 2005: Human Trafficking – Menschenhandel (Human Trafficking)
- 2006: Naked Josh (Fernsehserie, Folge 3x07 Virgin Territory)
- 2008–2009: Sophie (Fernsehserie, 29 Folgen)
- 2009: 5150 Elm’s Way – Spiel um dein Leben (5150, rue des Ormes)
- 2011–2015: 19-2 (Fernsehserie, 26 Folgen)
- 2012: Weihnachten mit Holly (Christmas With Holly)
- 2013: 30 vies (Fernsehserie, 6 Folgen)
- 2014–2015: Les Jeunes Loups (Fernsehserie, 20 Folgen)
- 2016: Something Beautiful (Kurzfilm)
- 2016: Cold (Fernsehserie, 4 Folgen)
- 2017: Menage à Trois – Drei sind (k)einer zu viel (Le trip à trois)
- 2017: District 31 (Fernsehserie, 6 Folgen)
- 2017: Ruptures (Fernsehserie, 2 Folgen)
- 2017: Victor Lessard (Fernsehserie, 4 Folgen)
- 2018: Le jeu (Fernsehserie, 76 Folgen)
- 2019–2020: Les Newbies (Fernsehserie, 18 Folgen)
- 2020: Épidémie (Fernsehserie, 6 Folgen)
- 2020: Transplant (Fernsehserie, 2 Folgen)
- 2020: Discussions Avec Mes Parents (Fernsehserie, 2 Folgen)
- 2021–2022: Alertes (Fernsehserie, 28 Folgen)
- 2021: Survivre à ses enfants (Fernsehserie, 13 Folgen)
- 2022: Pillow Talk (Fernsehserie, Folge 1x05 Dreams and Disappointment)
- 2022: Les Bienvenu... ou presque! (Fernsehserie, Folge 1x06 Le départ)
- 2023: Snow Angel
- 2023: Beau Is Afraid
- 2023: Wong & Winchester (Fernsehserie, Folge 1x01 The Lover)
- 2023: Plan B (Fernsehserie, 4 Folgen)
- 2024: In Memoriam (Fernsehserie, 8 Folgen)